# Saint-Julien-en-Vercors
 Saint-Julien-en-Vercors  es una población y comuna francesa, en la región de Ródano-Alpes, departamento de Drôme, en el distrito de Die y cantón de La Chapelle-en-Vercors.

## Demografía
| 217 | 199 | 192 | 169 | 182 | 194 |
| Para los censos de 1962 a 1999 la población legal corresponde a la población sin duplicidades (Fuente: INSEE [Consultar]) |     |     |     |     |     |